# 동원로엑스
동원로엑스(Dongwon Loex)은 대한민국의 물류 업체이다. 1971년 11월 26일 동부고속운수로 창업하였으며, 2017년 8월 1일 여객자동차운송사업을 담당하는 주식회사 동부고속으로 분리되었고 현재는 국내외 물류 사업을 하고 있다.

## 연혁

### 동원로엑스
- 1979년 6월: 화물운송업과 부산항 항만하역사업 진출
- 1985년 6월: 인천항 항만하역사업 진출
- 1988년 7월: 항공화물대리점 면허 취득
- 1989년 3월: 울산항 항만하역사업 진출
- 1990년 3월: 중기대여업 면허취득
- 1997년 3월: 렌터카사업 진출
- 2000년 2월: 주식회사 동부고속이 동부건설 주식회사에 합병됨
- 2006년 1월: 동부익스프레스 브랜드 도입
- 2006년 12월: 동해항 항만하역사업 진출
- 2007년 4월: 택배 사업 진출
- 2007년 9월: 콜택시사업 진출
- 2008년 3월: 저온 유통 물류 사업 진출
- 2011년 1월: 동부건설에서 운송사업 부문을 주식회사 동부익스프레스로 분사
- 2012년 1월: 택배분야를 동부건설로 분사
- 2013년 11월 23일: 본사를 서울특별시 강남구 대치동에서 서울특별시 용산구 동자동으로 이전
- 2017년 2월 1일: 디벡스홀딩스유한회사의 모든 주식을 동원산업 주식회사에 매각함에 따라 동원그룹에 편입.[1]
- 2017년 8월 1일: 고속버스 운송부문을 주식회사 동부고속으로 분할
- 2017년 8월 12일: 본사를 서울특별시 용산구 동자동에서 서울특별시 서초구 양재동으로 이전
- 2019년 10월 17일: 상호명을 동부익스프레스에서 동원로엑스로 변경

## 사업장 현황
- 본점: 서울특별시 서초구 마방로 68 (양재동, 동원산업빌딩)
- 부산지사: 부산광역시 남구 북항로 191 (감만동)
- 부산중앙지점: 부산광역시 중구 충장대로13번길 22 (중앙동4가)
- 인천지사: 인천광역시 중구 축항대로 194 (항동7가)
- 영남지사: 울산광역시 남구 장생포로 20 (여천동)
- 대구지점: 경상북도 구미시 남구미로 69 (공단동)
- 포항지점: 경상북도 포항시 남구 섬안로45번길 31 (장흥동)
- 서남지사: 전라남도 광양시 담안길 108 (태인동)
- 경기지점: 경기도 의왕시 고천공업로 8 (고천동)
- 중부지사: 충청남도 당진시 송악읍 고대공단2길 43, 나동 3층 (한영빌딩)
- 세종지점: 충청남도 공주시 반포면 송곡로 333
- 전북지점: 전북특별자치도 군산시 외항로 452 (소룡동)
- 동해지사: 강원특별자치도 동해시 대동로 167 (송정동)
- 동부렌터카: 서울특별시 서초구 신반포로 194, 924호 (반포동, 서울고속버스터미널)
- 제일렌터카: 서울특별시 중구 서소문로9길 41-10, 3층 (순화동)
- 대구렌터카영업소: 대구광역시 동구 동부로 177 (효목동)
- 동부엔콜: 서울특별시 서초구 신반포로 194, 923호 (반포동, 서울고속버스터미널)
- 대전지점: 대전광역시 유성구 대학로 90, 2층 203호 (궁동)
- 광주지점: 광주광역시 서구 상무대로 714 (마륵동)
- 부산지점: 부산광역시 해운대구 해운대해변로 217, 지하1층 (우동)
- 제주지점: 제주특별자치도 제주시 용문로 4 (용담이동)
- 함안지점: 경상남도 함안군 가야읍 함안대로 735, 별관 2층 (함안상공회의소)
- 밀양지점: 경상남도 밀양시 산외면 남기동길 111
- 파주지점: 경기도 파주시 시청로 19, 7층 (금촌동)
- 의왕지점: 경기도 의왕시 오봉로 175 (이동)

## 여담
2023년 11월 16일 동원그룹의 지주사인 동원산업은 동원로엑스에 4000억 원 이상의 유상증자를 실시하겠다고 발표했다. 재계와 투자은행(IB) 업계에 따르면, 동원산업은 100% 자회사인 동원로엑스에 수천억 원을 직접 투입하고 HMM 인수 주체로 삼는 방안을 확정했다.